# Gizjiga (plaats)
Gizjiga (Russisch: Гижига) is een plaats (selo) en een voormalige stad in het noordoosten van de Russische oblast Magadan in het noorden van het Russische Verre Oosten. De plaats ligt aan de zuidwestelijke oever van de gelijknamige rivier op ongeveer 27 kilometer van haar monding in de Gizjigabaai van de Zee van Ochotsk.

## Geschiedenis
In 1639 stichtte Ivan Moskvitin hier een winternederzetting, maar deze werd weer verlaten. De plaats ontstond als het houten fort Gizjiga (Gizjiginskaja krepost) en was toen het op een na grootste Russische fort van de noordoostelijke kust van de Zee van Ochotsk. Het fort werd op 14 april 1752 gesticht door sergeant Avraami Ignatjev als vestingwerk tegen de Korjaken en om een landverbinding tussen Rusland en Kamtsjatka te verzekeren. Voor het werk waren echter onvoldoende mannen beschikbaar en hij ronselde daarom werkers onder de Korjaken in de buurt. Er verschenen ongeveer 100 Korjaken. Ignatjev vreesde echter een opstand en liet de helft van hen naar het bos gaan onder het mom van het halen van brandhout, waar ze werden vermoord. Hun vrouwen werden gedwongen tot prostitutie voor de Korjaken. De overige 50 Korjaken moesten helpen bij het afbouwen van de ostrog, waarna 40 van hen alsnog in opdracht van Ignatjev werden vermoord. De overige 10 Korjaken en de overgebleven vrouwen en kinderen werden tot slaaf gegeven aan de Toengoezen (Evenken) en Lamoeten (Evenen).
Uit reisverslagen is gebleken dat het oorspronkelijke fort een vorm had van een rechthoek van ongeveer 43 bij 64 meter. Later werd het fort versterkt en kreeg het een aantal torens. In de jaren 60 van de 18e eeuw bevond zich er een Kozakkengarnizoen van 77 man, een behoorlijke troepenmacht voor die tijd. In 1771 werd het fort Anadyrsk platgebrand en kwamen een aantal bestuurders en inwoners hiervan naar het fort, waardoor de bevolking opliep tot 672 personen in 1783. In dat jaar kreeg het de status van stad met de naam Gizjiginsk (of Izjiginsk) en werd het bestuurlijk centrum van de gelijknamige oejezd, die zich uitspreidde langs de kust van Kamtsjatka tot Ochotsk. Veel soldaten trouwden met Eveense en Korjaakse vrouwen en hun nakomelingen vestigden zich in de plaats en nederzettingen rondom het fort. De eerste ambassadeur van Rusland, Adam Laksman, kwam uit Gizjiginsk en kwam in 1792 als diplomatiek vertegenwoordiger naar Japan, waar hij het recht op het gebruik van de haven van Nagasaki wist te bewerkstelligen, die tot dan toe alleen voor de Nederlanders was weggelegd.
In 1805 woonden er 773 mensen in de stad, die toen echter al in belang begon af te nemen. De bevolking daalde daarop snel en tegen het einde van de 19e eeuw was het slechts nog een versterkt dorp, die zijn stadstatus uiteindelijk verloor in 1926, toen haar oejezd onderdeel werd van het district Penzinski (nu onderdeel van de kraj Kamtsjatka), waarvan de plaats nog wel het bestuurlijk centrum bleef. In 1931 werd echter het huidige district Severo-Evenski opgericht, waarbij niet Gizjiga, maar Najachan (dat in 1951 overstroomde, waarna de hele plaats werd verplaatst en werd hernoemd naar Evensk in 1952) tot bestuurlijk centrum werd gemaakt.
De fortificaties en ommuringen zijn allemaal verloren gegaan.
Bij de plaats ligt nu de nationale sovchoz Rastsvet Severa ("bloei van het noorden").